# Moïse Étienne Moricand
Moïse Étienne Stefano Moricand (1779 - 1854) foi um naturalista suíço, pesquisador das floras da América e da Itália.
Em sua honra foi nomeado o gênero Moricandia DC..